# Pater-Damian-Sekundarschule Eupen
Die Pater-Damian-Sekundarschule (PDS) Eupen, ist eine christlich-humanistisch geprägte und gymnasial ausgerichtete weiterführende Schule im Norden der Deutschsprachigen Gemeinschaft Belgiens. Seit ihrer Gründung im Jahre 1995 trägt die Schule den Namen des heiliggesprochenen Ordenspriesters Damian de Veuster (Pater Damian).

## Beschreibung
Die PDS ist Mitglied im Verband der Pater-Damian-Schulen in Eupen, dem noch die Pater-Damian-Förderschule (PDF) und die Pater-Damian-Grundschule (PDG) angehören. Jede diesem Verband angehörige Schule hat den katholischen Träger mit dem Namen Bischöfliche Schulen der Deutschsprachigen Gemeinschaft (BSDG). Anfang März 2013 zählte die Schule 1150 Schüler sowie 127 Personalmitglieder (Lehrer, Erzieher, Verwaltung). Im Jahr 2000 wurde Karl-Heinz Pluymen Schulleiter der PDS. Dieser wird seit Anfang des Schuljahres 2012/2013 durch die Lehrerin Monika Mertens als beigeordnete Direktorin unterstützt. Am 1. Oktober 2016 trat Elmar Schlabertz die Nachfolge von Direktor Pluymen an. Die Pater-Damian-Sekundarschule bietet die Klassenstufen eins bis sechs an (in Deutschland entsprechend der siebten bis zwölften Klasse) und ist eine Ganztagsschule mit Unterrichtseinheiten von jeweils 50 Minuten.

## Geschichte
Das Gebäude der Pater-Damian-Jungenschule wurde während des Zweiten Weltkriegs als Lazarett genutzt.
Die Pater-Damian-Sekundarschule ging 1995 aus dem Zusammenschluss zweier katholischer Schulen in Eupen hervor: des Heidberg-Instituts und des Collège Patronné, deren Anfänge auf das 18. beziehungsweise 19. Jahrhundert zurückgehen.
Zu dieser Zeit war die Idee der Zusammenführung der beiden Schulen bereits knapp zehn Jahre alt. Die Initiative ging  in den 1980er Jahren vom Elternrat des Collège Patronné aus, der sich für mehr Mischung der Geschlechter in der eigenen Schule aussprach.

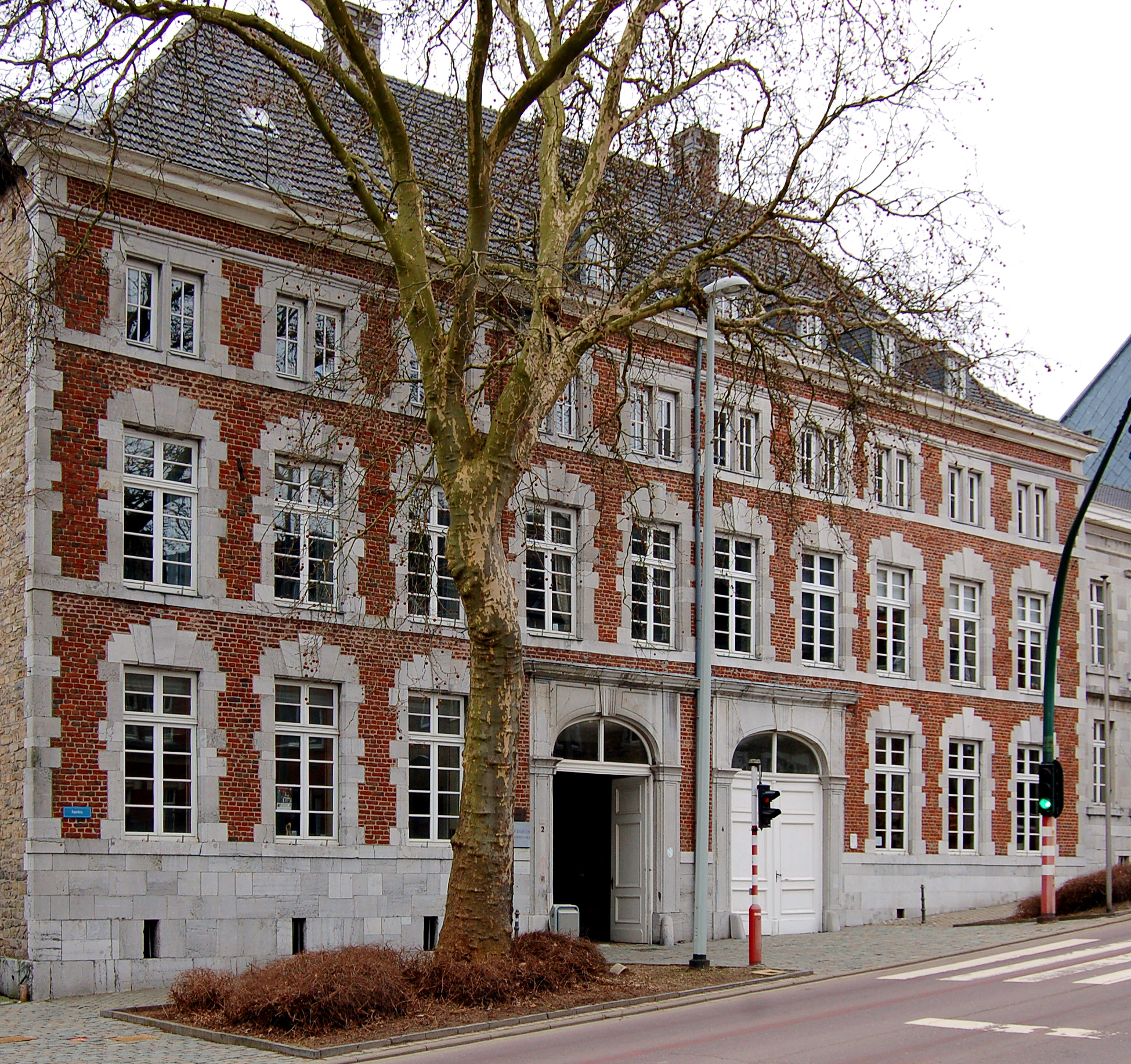
Toreingang der Pater-Damian-Sekundarschule, im historischen Gebäude des Staatsarchivs

Bis dahin folgten im Collège Patronné lediglich Jungen dem Unterricht und am Heidberg-Institut nur Mädchen. Die fusionierte Schule sollte Jungen wie Mädchen offenstehen und das gemeinsame Lernen fördern. Die Zusammenlegung beider Schulen wurde ausgiebig und kontrovers diskutiert, da sich auch einige Stimmen gegen den Zusammenschluss aussprachen.
Mit dem Wunsch nach einer koedukativen Schule wandte man sich schließlich an den Schulträger, bei dem letztendlich die Entscheidungsgewalt lag. Dieser sprach sich für die Fusion der beiden Schulen aus. An diese knüpfte er jedoch gewisse Bedingungen: Die fusionierte Sekundarschule musste sich an einem Standort befinden. Grundschule, Kindergarten, Förderschule zogen daraufhin zum Heidberg und auch die Katholische École Normale, an der Primarschullehrer in einem zweijährigen bzw. dreijährigen Studium ausgebildet wurden, fand unter dem neuen Namen Pädagogische Hochschule Pater Damian für kurze Zeit am Heidberg eine neue Bleibe, bevor sie im September 2005 mit der Pädagogischen Hochschule der Deutschsprachigen Gemeinschaft und der Krankenpflegeschule zur Autonomen Hochschule in der DG (AHS) fusionierte und den Campus verließ. Zusätzlich sollte neben der humanwissenschaftlichen Abteilung eine Abteilung im technischen Bereich aufgebaut werden, so erhielt jeder Schüler die Möglichkeit, seinen Stundenplan nach eigenen Stärken und Schwächen auszurichten. Die Gelegenheit zur Fächerwahl wurde nun sofort wahrgenommen, so entstanden zu diesem Zeitpunkt zusätzlich die philosophischen Fächer und der Kommunikationsunterricht.
Die eigentliche Fusion fand schließlich in verschiedenen Phasen statt: 1995 wurde die administrative Fusion vollzogen, und im Jahre 1996 fand die pädagogische Fusion statt. Zunächst sollten lediglich die Jungen und Mädchen des ersten Jahrgangs zusammengeführt werden. Im Jahr darauf die des zweiten Jahrgangs und dies sollte auch für die älteren Jahrgänge beibehalten werden. Letztendlich wurde dieses Vorhaben aber nur mit dem ersten Jahrgang durchgeführt, die anderen Jahrgänge führte man danach direkt zusammen.
Als Standort der Schule wählte man das Schulgebäude des ehemaligen Collège Patronné, hinter dem Haus Rehrmann-Fey aus, das sich am Kaperberg am Rande der Innenstadt Eupens befindet. Zudem wurde entschieden, dass Roger Wintgens (ehemaliger Direktor des Heidberg-Instituts) das Amt des Direktors bekleiden sollte. Als Unterdirektor wurde ihm der ehemalige Direktor des Collège Patronné (1993–1995), Karl-Heinz Pluymen, zur Seite gestellt. Nach der Fusion zählte die Pater-Damian-Sekundarschule 740 Schüler. Zum Vergleich: Noch drei Jahre zuvor folgten im Collège Patronné gerade einmal 320 Schüler dem Unterricht. Seit September 2020 ist Marie Kever Direktorin der Sekundarschule.

## Name
Der neue Name der fusionierten Schule ging auf eine Umfrage zurück. Diese wurde von der Schulleitung veranlasst, da der Schulträger um Namensvorschläge bezüglich der fusionierten Schule gebeten hatte. Obwohl es mehrere adäquate Vorschläge gab, setzte sich Pater Damian schließlich durch. Dies lag wohl daran, dass der Name des aus Tremelo in Flandern stammenden Ordenspriesters zu jener Zeit in aller Munde war, da dieser kurz vor seiner Seligsprechung stand, vor allem aber passte er zum angestrebten Schulprogramm der Schule.

## Bekannte Lehrer (Auswahl)
- Jean Arnolds, Lehrer für Geschichte
- Freddy Cremer, Lehrer für Geschichte und Philosophie
- Alfred Minke, Lehrer für Geschichte und von 1976 bis 1979 Rektor
- Kurt Ortmann, Sportlehrer
- Georges Schmits, Lehrer für Französisch- und Kunstgeschichte

## Bekannte Schüler (Auswahl)
- Antonios Antoniadis, Abitur 2004, Politiker der Sozialistischen Partei
- Marcel Bauer, Abitur 1967, Journalist, Filmemacher und Schriftsteller
- Hubert Chantraine, Abitur 1964, Gynäkologe und Politiker
- Adolf Christmann, Abitur 1946, Porträt und Landschaftsmaler
- Freddy Derwahl, Abitur 1964, Schriftsteller und Journalist
- David Engels, Abitur 1997, Althistoriker
- Viktor Gielen, Abitur um 1928, römisch-katholischer Geistlicher und Heimatforscher
- Ralph Heck, Abitur Mitte der 1970er-Jahre, Manager
- Karl-Heinz Klinkenberg, Abitur 1971 am Staatlichen Technischen Institut in Eupen, Elektrotechnikingenieur und Politiker der Partei für Freiheit und Fortschritt
- Alfred Minke, Abitur 1967, Historiker und Archivar
- Willy Mommer, Abitur 1940, Pianist und Organist, Chor- und Orchesterleiter
- David Nelting, Abitur 1989, Romanist und Literaturwissenschaftler
- Achim Pitz, Abitur vor 2010, Rhönradturner
- Joseph Cornelius Rossaint, Abitur um 1920, römisch-katholischer Priester und als Widerstandskämpfer
- Liesa Scholzen, Abitur 2010, Politikerin der freien Bürgerliste ProDG
- Manfred Schunck, Abitur 1958, Pharmazeut und ehemaliger Politiker der Christlich Sozialen Partei
- Marc Terjung, Abitur um 1985, Drehbuchautor
- Axel Urhausen, Abitur 1977, Allgemein- und Sportmediziner, Olympiaarzt
- Luc Walpot, Abitur 1978, Journalist und Auslandskorrespondent
- Colin Kraft, Abitur 2001, Lehrer und Politiker der Christlich Sozialen Partei

## Pädagogische Arbeit, Ausstattung und Angebote

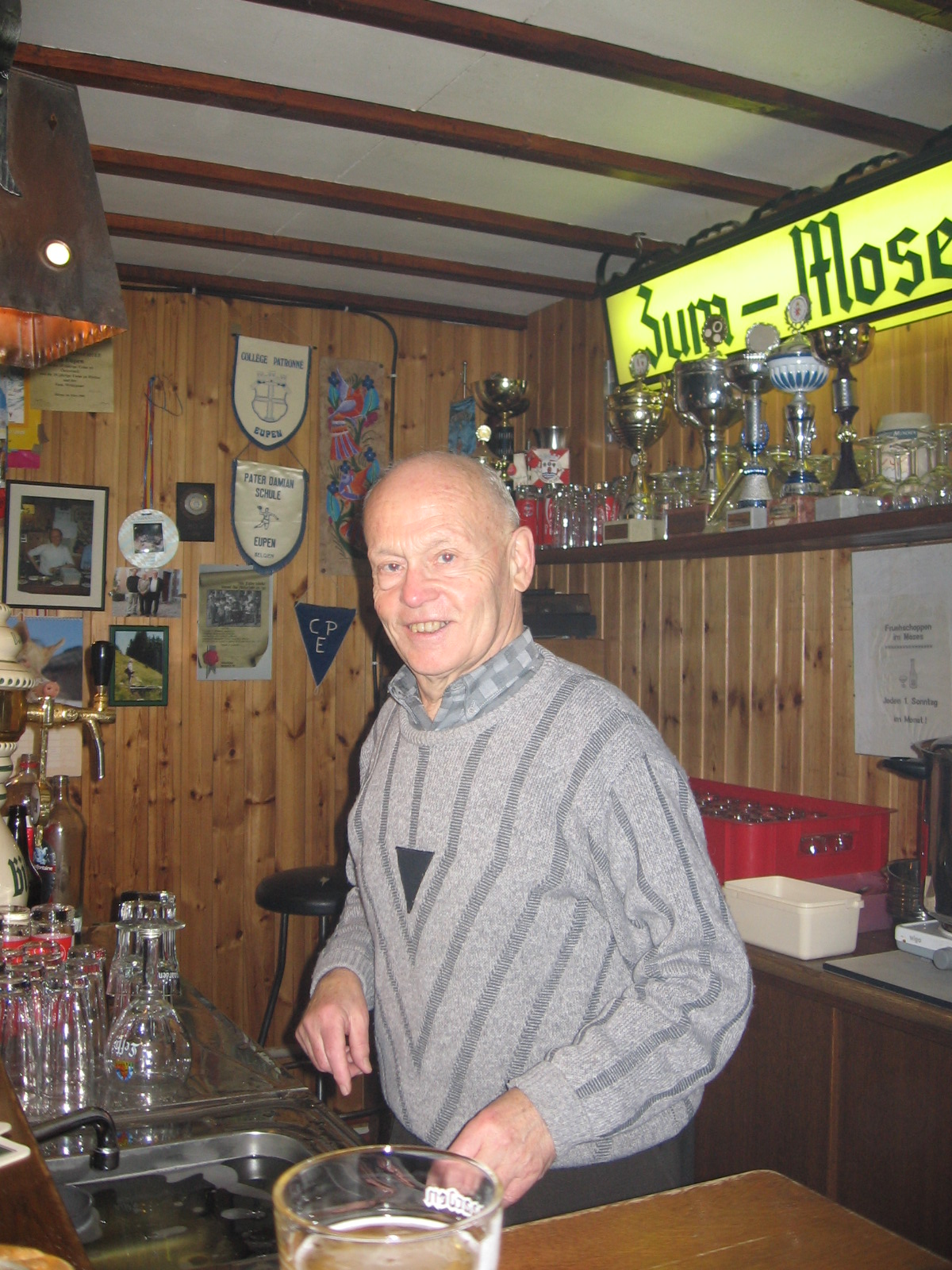
Innenleben des Moses mit Wirt Johann Pitz

### Schulrestaurant, Pausenstände und SchulkneipeZum Moses
Im Schulrestaurant  Damianstube haben Schüler und Lehrer von Montag bis Freitag in der 10-Uhr-Pause die Möglichkeit, kleine Speisen zu erwerben. In der einstündigen 12-Uhr-Pause wird zusätzlich ein Mittagstisch angeboten, bei dem der Schüler die Auswahl zwischen mehreren warmen Gerichten hat. Auch verfügt die Schule über mehrere Pausenstände, die von Schülergruppen betrieben werden. Hier erhält der Schüler allerhand Knabbereien sowie warme und kalte Getränke.
Die Schulkneipe namens Zum Moses wurde bis 2012 von Johann Pitz (einem ehemaligen Latein- und Griechischlehrer, der seit 1956 an der Schule tätig war) und seinem Team geführt. Während der 20-minütigen 10-Uhr-Pause hatten die Schüler dort die Möglichkeit, Snacks zu kaufen oder sich während der 12-Uhr-Pause mit einer frischen Suppe aufzuwärmen. Alle Einnahmen der Schulkneipe kamen Projekten der Schule direkt zugute. Von 2018 bis 2019 wurde die Kneipe von einem Teil der Schüler als Miniunternehmen geführt.

### Sprachenangebot
Da die Stadt Eupen sich innerhalb eines gemischt-deutsch/französisch-sprachigen Sprachraumes befindet, ist auch die Pater-Damian-Sekundarschule bilingual orientiert und insbesondere auf diese beiden Sprachen ausgerichtet, die als Pflichtfächer unterrichtet werden und nicht abwählbar sind. Im ersten Jahr der Sekundarschule ist auch die lateinische Sprache, als sogenanntes Versuchsangebot, mit zwei Stunden pro Woche, fester Bestandteil des Stundenplans.
Im zweiten Jahr (in Deutschland gleichbedeutend mit der achten Klassenstufe) ist das Fach Latein dann fakultativ belegbar. Ab dem zweiten Sekundarschuljahr kommt das Fach Englisch als obligatorische Fremdsprache hinzu. Bis zum Abiturjahr bleibt die englische Sprache Teil des allgemeinbildenden Unterrichtes und kann ab dem dritten Jahr schließlich von zwei Stunden pro Woche auf vier herauf geschraubt werden.
Ab dem dritten Jahr (gleichbedeutend mit der neunten Klassenstufe des deutschen Schulwesens) besteht zudem die Möglichkeit, die Fremdsprache Niederländisch zu belegen, die man entweder als Leistungskurs von vier Stunden oder als Zwei-Stunden-Kurs besuchen kann.

### Besondere Fächer
Für die Schüler des ersten Sekundarschuljahres ist während jeder Woche eine Weiße Stunde mit dem jeweiligen Klassenleiter vorgesehen. Eine Stunde, in der kein regulärer Unterricht stattfindet und die Schüler Zeit für sich selbst haben. Die Weiße Stunde soll die Orientierung in der Schule vereinfachen und zur Lösung kleinerer oder größerer Probleme beitragen. Des Weiteren sollen die Schüler zu einer Klassengemeinschaft heranwachsen und mit einem ausgeprägten Methodentraining auf die kommenden Jahre an der Pater-Damian-Sekundarschule vorbereitet werden.
Im vierten Sekundarschuljahr sind alle Schüler dazu verpflichtet, während zwei Stunden in der Woche dem Kommunikationsunterricht zu folgen. In diesem Unterricht trainieren die Schüler ihren mündlichen Ausdruck und wie sie sich vor Gesprächspartnern oder gar Gruppen positiv präsentieren können.
Unmittelbar danach, im fünften und sechsten Jahr, muss jeder Schüler ein philosophisches Fach in seinen Stundenplan aufnehmen. Hier hat er die Wahl zwischen Philosophie, Philosophie der Wissenschaften, Antike Kulturen, Mathematischen Aktivitäten und Kunstgeschichte.
In den letzten zwei Jahren vor Erhalt des Abiturs werden zusätzlich sogenannte Medienfächer angeboten, zu deren Wahl der Schüler verpflichtet ist. Zur Wahl stehen Presse, Miniunternehmen, Multimedia, Film und Video, Theater sowie Wissenschaften und Medien. Diese Fächer sollen den Umgang der Schüler mit den modernen Medien fördern. Gegen Ende des Abiturjahres lassen sich dann die Ergebnisse zweijähriger Arbeit begutachten: Die Pressegruppe bringt ein Jahrbuch heraus, das die Schulzeit der Abiturienten beschreibt. Bis zum Jahre 2012 war diese Gruppe auch für die Herausgabe der Schülerzeitung Aspekte verantwortlich, die sich mit aktuellen Geschehnissen aus aller Welt und schulinternen Themen beschäftigte. Die Theaterklassen führen jeweils Theaterstücke in deutscher sowie in französischer Sprache auf. Die Miniunternehmen errechnen den erzielten Gewinn ihrer verschiedenen Initiativen aus, wie zum Beispiel aus dem Pausenstand. Diejenigen, die das Fach Multimedia besucht haben, sind nun in der Lage, sich kritisch mit den modernen Medien auseinanderzusetzen. Die Wissenschaftler betrachten die Ergebnisse des GLOBE-Projektes, und die Schüler des Faches Film und Video drehen einen Kurzfilm, bei dem sie die über zwei Jahre gesehene Theorie anwenden.

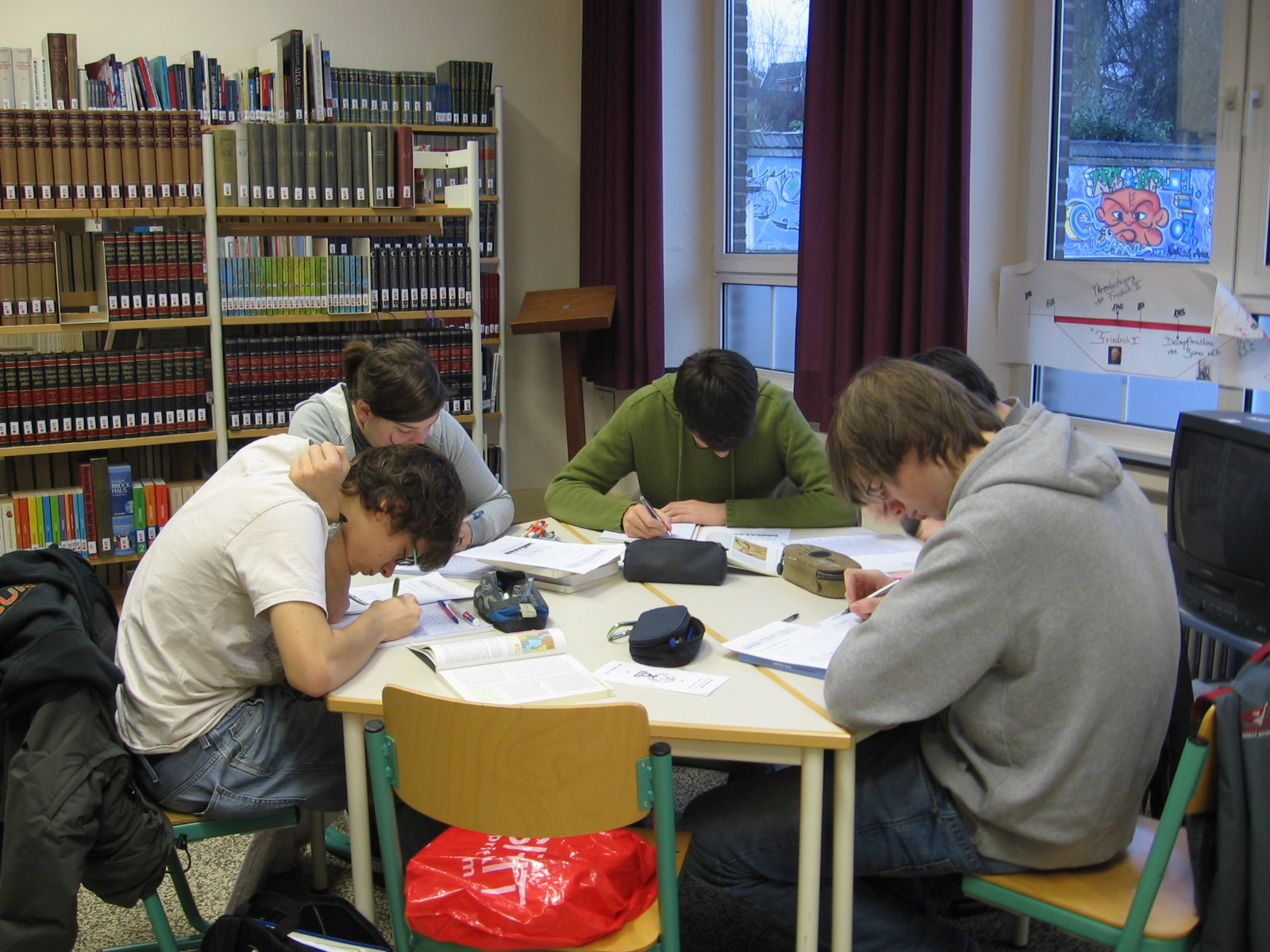
Arbeiten in der Mediothek

### Mediothek
In der schuleigenen Mediothek stehen den Schülern und Lehrern circa 5000 Medien zur Verfügung. Bei der Suche nach Informationen über die Schule selbst oder  anderen Wissensbereichen, berät der Schulbibliothekar.

### Besinnungstage, Studienreisen und Ausflüge
Im ersten Jahr bietet die Schule einen Schüleraustausch mit der Stadt Welkenraedt und im zweiten Jahr einen Schüleraustausch mit der Stadt Arlon an. Neben diesen zwei Austauschprojekten besteht zudem ein fester Klassenfahrtenplan. Dieser sieht im dritten Jahr je nach Wahl des Schülers entweder eine Skiklassenreise nach Hüttau oder eine Kulturreise nach Salzburg.
Während der Herbstferien wird für die Klassen des vierten Jahres eine Fahrt nach England vom Elternrat der Schule organisiert. Im Laufe des Schuljahres finden für die Schüler des fünften Jahres drei Besinnungstage statt. Hier sollen die Jugendlichen spirituelle Erfahrungen machen und die Kirche und sich selbst neu entdecken. Den Höhepunkt für die Schüler, stellen die einwöchigen Abiturreisen des sechsten Jahres dar, mit denen die Abiturienten nach Wien oder Barcelona fahren. Zusätzlich finden jährlich im Rahmen zahlreicher Unterrichtsprojekte weitere Ausflüge statt.

### Projektarbeitstage
Anfang Mai finden jährlich während drei Schultagen die sogenannten Projektarbeitstage statt. Zu Beginn des Schuljahres erhält die gesamte Schülerschaft die Projektinformationen. Diese setzen jeden Schüler über den Ablauf der Projekttage in Kenntnis und erklären, bis zu welchem Datum Projektvorschläge eingereicht werden können. Ab diesem Zeitpunkt ist es sowohl Schülern, Lehrern, Erziehern, als auch Elternteilen erlaubt, eine Projektskizze einzureichen, die eine Übersicht über das geplante Projekt geben und das Ziel des Projektes klar definieren soll. Diese wird dann vom Support-Team auf Sinn und Zweck geprüft.
Alle für sinnvoll befundenen Projekte werden von den jeweiligen Projektleitern, die sowohl Lehrer als auch Schüler sein können, auf dem schulinternen Projektmarkt der Schulgemeinschaft präsentiert. Mittels Wahlzettel wird schließlich jeder Schüler darum gebeten, fünf Projektwünsche aufzuschreiben. Nachdem jedem Schüler ein Projekt zugewiesen wurde, finden Projekttreffen in den einzelnen Gruppe statt, mit dem Ziel, die Schüler intensiv auf die Projekttage vorzubereiten und füreinander zu sensibilisieren.

## Öffentlichkeitsarbeit

### Förderkreis und Ehemaligenvereinigung
Schon das Collège Patronné hatte eine eigene Ehemaligenvereinigung, die man jedoch im Jahr 2012 auflöste. Am 11. Oktober 2012 wurde der Förderverein der Pater-Damian-Sekundarschule von Colin Kraft und Michael Dujardin ins Leben gerufen. Der Verein hat sich im Rahmen seiner Arbeit zwei  Ziele gesetzt: Zunächst versucht er die Pflege von Kontakten zwischen Ehemaligen und aktiven Mitgliedern der Schulgemeinschaft zu gewährleisten und gleichzeitig möchte er die Schule finanziell unterstützen.
Die Arbeit des Förderkreises sieht insbesondere Veranstaltungen vor, die zur Kontaktpflege der Ehemaligen und zur Förderung der aktuellen Schülerschaft dienen. So wird jeden vierten Sonntag im März ein Abi-Nachtreffen in Form eines Spezialbierabends organisiert. Jeden dritten Sonntag im Oktober findet ein Frühschoppen beziehungsweise ein Brunch der Jubilare statt. Jeder Ehemalige hat die Möglichkeit, sich dem Förderverein anzuschließen und Mitglied zu werden, egal ob er nun Absolvent, Lehrer oder Direktor des Collège Patronné, des Heidberg-Instituts oder der Pater-Damian-Sekundarschule war. Jedem Abiturient wird nach Erhalt des Abiturs zudem eine einjährige kostenlose Mitgliedschaft angeboten, mit der er automatisch als angeschlossenes Mitglied gilt.